# Georges Rigal
Georges Lucien Rigal (ur. 6 stycznia 1890 w Paryżu, zm. 25 marca 1974 w Saint-Maur-des-Fossés) – francuski pływak i waterpolista z początków XX wieku, medalista igrzysk olimpijskich.
Po raz pierwszy wystartował na igrzyskach olimpijskich podczas igrzysk w Sztokholmie. W turnieju waterpolistów zajął wraz z drużyną piąte miejsce, a w pływaniu na 100 metrów stylem dowolnym dotarł da fazy półfinałowej. Ponownie wystartował na igrzyskach dwanaście lat później, podczas VII Letnich Igrzysk Olimpijskich w Paryżu. Tam zdobył złoty medal w turnieju waterpolistów.
Rigal reprezentował barwy klubu Libellule de Paris.